# Tarkó
Tarkó alatt értjük a fejnek azt a részét, amelyet felül a nyakszirtcsont (os occipitale) hátsó kidudorodása (protuberantia occipitalis externa) és a tőle két oldalt elhelyezkedő felfelé domborodó ív alakú csontos vonalak (linea occipitalis) határolnak, és a nyak hátsó részét a VII. nyakcsigolyáig. A területet felületes és mély tarkóizmok töltik ki. Csontos koponyán a nyakszirt (occiput) a nyakszirtcsont - fenti határok fölötti - pikkelyrészét jelenti, a nyakszirtcsont többi része a koponyaalap (basis cranii) alkotásában vesz részt.